# Norma Kassi
Norma Kassi (10 de abril de 1954) es una nativa kutchin del territorio de Yukón, Canadá, exmiembro de la Asamblea Legislativa de Yukón y exjefa de la Primera Nación Vunta Kutchin. Fue galardonada con el Premio Medioambiental Goldman en 2002, junto con Sarah James y Jonathon Solomon.
Recibieron el premio por sus luchas por la protección del Refugio Nacional de Vida Silvestre del Ártico (ANWR) frente a los planes de exploración y perforación petrolífera. La exploración de petróleo y gas perturbarían el ciclo de vida del caribú puercoespín, que ha sido la base de la cultura kutchin durante 20 000 años. Entre 1985 y 1992 fue elegida jefa de Vunta Kutchin.